# دارين غيلبرت
دارين غيلبرت (بالإنجليزية: Daren Gilbert)‏ هو لاعب كرة قدم أمريكية أمريكي، ولد في 10 مارس 1963 في سان دييغو في الولايات المتحدة.

## وصلات خارجية
- دارين غيلبرت على موقع مرجع كرة القدم المحترفة.كوم (الإنجليزية)